# Homaliopsis kollimalaiensis
Homaliopsis kollimalaiensis là một loài rêu trong họ Neckeraceae. Loài này được D. Subram. mô tả khoa học đầu tiên năm 2008.